# Horst Frank
Horst Frank (Lübeck, 28 mei 1929 – Heidelberg, 25 mei 1999) was een Duitse acteur, hoorspel- en stemacteur.

## Jeugd en opleiding
Na de middelbare school begon Horst Frank een commerciële opleiding, die hij wegens het vervullen van zijn militaire dienstplicht aan het einde van de Tweede Wereldoorlog moest afbreken. Van 1947 tot 1949 voltooide hij een acteursopleiding aan de Musikhochschule Hamburg. Hij slaagde niet voor het eindexamen, maar kreeg in 1950 toch zijn eerste verbintenis. Zijn studie financierde hij met gelegenheidswerkzaamheden als nachtwaker, babysitter en etalagedecorateur. Na zijn opleiding volgden verbintenissen bij diverse theaters. Vooreerst bij het Stadttheater Lübeck, later in Bonn, Bazel, Baden-Baden en dan bij de Städtische Bühnen Wuppertal. Tijdens zijn tv-carrière keerde hij alleen maar terug bij het theater voor tourneeproducties, die dankzij zijn grote populariteit tot successen leidden.

## Carrière

### Als filmacteur
In de jaren 1950 speelde hij in meerdere Duitse bioscoopfilms. Naast positieve helden werden in de toenmalige film ook antihelden gevraagd. Frank specialiseerde zich op pessimistische, droefgeestige karakters. Na twee tv-producties kreeg hij deze rol in zijn eerste bioscoopfilm Der Stern von Afrika (1957). In deze heldhaftige oorlogsfilm speelde hij de cynische piloot Albin Droste. Er volgden verdere anti-oorlogsfilms, zoals Haie und kleine Fische (1957) en de Stalingrad-film Hunde, wollt ihr ewig leben (1958). Daarnaast was hij voorbestemd voor de rol van daders met een dwangneurose. Zo speelde hij in 1958 in Das Mädchen vom Moorhof en de krimifilm Der Greifer (met Hans Albers als commissaris) telkens een angstaanjagende moordenaar. In hetzelfde jaar (1958) won hij de Preis der deutschen Filmkritik in de categorie "beste acteur".
In de jaren 1960 bleef hij schurkenrollen spelen. Hij speelde de 'Boss' in het Kiez-milieu van St. Pauli, in de Jerry Cotton-verfilming Um null Uhr schnappt die Falle zu (1966) en in Die Rache des Dr. Fu Man Chu (1967). Deels had hij daarbij de andere booswicht Klaus Kinski als filmpartner. In het drama Caligula (1966) schitterde hij in de titelrol. Enkele agentenfilms profiteerden van zijn markante stem. Pas in 1971 was hij weer betrokken bij een groot publiekssucces, in de verfilming Und Jimmy ging zum Regenbogen.

### Als tv-acteur
Door zijn optreden in de ZDF-misdaadseries Der Kommissar, Derrick en Der Alte, alsook als Baron de Lefouet in de meerdelige serie Timm Thaler (1979) naar het kinderboek van James Krüss bevestigde hij zijn tv-carrière. Ook was hij steeds aanwezig in andere rollen in diverse tv-series, waaronder Der Winter, der ein Sommer war, Rivalen der Rennbahn, Das Traumschiff en Elbflorenz. Ook speelde hij gastrollen in bijna alle Duitse misdaadseries, waaronder Der Kommissar, Der Alte, Sonderdezernat K1, SOKO 5113, Polizeiruf 110, Derrick, Der Fahnder, Tatort, Großstadtrevier, Peter Strohm en Adelheid und ihre Mörder. De Internet Movie Database registreert zijn medewerking in meer dan 140 verschillende films en series.

## Verdere activiteiten
Door zijn markante stem werd Frank ook veel gevraagd voor hoorspelen. Reeds in 1953 sprak hij onder regisseur Eduard Hermann in Sie klopfen noch immer, met onder meer Kurt Lieck en Hans Lietzau. Meer succesvol was het hoorspel Die drei Fragezeichen, waarmee hij als hoofdcommissaris Reynolds bekend werd en aan wie hij tot de in 1985 gepubliceerde aflevering 36 (Der Super-Wal) regelmatig zijn stem leende. Bij het label Europa sprak hij meerdere rollen. Ook was hij kapitein Nemo in de Europa-versie van 20.000 Meilen unter dem Meer van Jules Verne. Samen met zijn echtgenote en actrice Brigitte Kollecker vertolkte hij het kibbelende paartje Tom Fawley en Eireen Fox in drie afleveringen van de Gruselserie van H.G. Francis. Als stemacteur leende Frank zijn stem aan onder andere Laurence Harvey in Botschafter der Angst en Jack Palance in Der letzte Coup der Dalton Gang. Frank probeerde het ook als dichter. De gedichtenbundel Wenn ich im Spiegel mich beschau verscheen in 1989 bij de R.G. Fischer Verlag. Enkele gedichten uit de bundel sprak hij in voor het muziekalbum Lampenfieber (1989). Bovendien verrichtte hij uitstapjes in de muziekwereld. In 1989 publiceerde hij zijn memoires onder de titel Leben heißt Leben.

## Privéleven en overlijden
Horst Frank woonde meerdere jaren in Frankrijk en Italië. Van 1961 tot 1963 woonde hij in Tanganyika op zijn eigen farm. Politieke uitwerkingen dwongen hem terug te keren naar Duitsland. Uit zijn eerste huwelijk stamt een zoon. Vanaf 1961 was hij een kort jaar getrouwd met de actrice Chariklia Baxevanos, met wie hij een dochter (Désirée) had. In 1979 trouwde hij voor de vierde keer met de actrice Brigitte Kollecker. Hij overleed op 25 mei 1999 op nog net 69-jarige leeftijd aan de gevolgen van een hersenbloeding en werd bijgezet in Hamburg op het kerkhof van Ohlsdorf.

## Filmografie

### Bioscoop
- 1957: Der Stern von Afrika
- 1957: Haie und kleine Fische
- 1958: Der Greifer
- 1958: Das Mädchen Rosemarie
- 1958: Blitzmädels an die Front
- 1958: Das Mädchen vom Moorhof (Gustav Ucicky)
- 1958: Schwarze Nylons – Heiße Nächte
- 1958: Meine 99 Bräute
- 1959: Hunde, wollt ihr ewig leben
- 1959: Lupi nell'abisso
- 1959: Die Nackte und der Satan (Victor Trivas)
- 1959: Abschied von den Wolken
- 1960: Bumerang
- 1960: Kein Engel ist so rein
- 1960: La Chatte sort ses griffes (Henri Decoin)
- 1960: Die zornigen jungen Männer
- 1960: Le Bois des amants (Claude Autant-Lara)
- 1960: Fabrik der Offiziere
- 1961: Tu ne tueras point (Claude Autant-Lara)
- 1961: Treibjagd auf ein Leben
- 1961: Cariño mio
- 1961: Unser Haus in Kamerun
- 1962: Haß ohne Gnade
- 1962: Heißer Hafen Hongkong
- 1962: Zwischen Schanghai und St. Pauli
- 1963: Der schwarze Panther von Ratana
- 1963: Die weiße Spinne
- 1963: Les Tontons flingueurs (Georges Lautner)
- 1963: Die Flußpiraten vom Mississippi
- 1964: Weiße Fracht für Hongkong
- 1964: Die Tote von Beverly Hills (Michael Pfleghar)
- 1964: Winnetou - 2. Teil (onvermeld)
- 1964: Die Diamantenhölle am Mekong
- 1964: Das Geheimnis der chinesischen Nelke
- 1964: Die letzten Zwei vom Rio Bravo
- 1964: Die Goldsucher von Arkansas
- 1965: Die schwarzen Adler von Santa Fe
- 1965: Der Fluch des schwarzen Rubin
- 1965: Das Geheimnis der drei Dschunken
- 1965: Corrida pour un espion (Maurice Labro)
- 1965: Die letzten Drei der Albatros
- 1966: Um null Uhr schnappt die Falle zu
- 1966: Safari diamants (Michel Drach)
- 1966: Inferno a Caracas
- 1966: I Deal in Danger
- 1967: The Vengeance of Fu Manchu (Jeremy Summers)
- 1967: Deux billets pour Mexico (Christian-Jaque)
- 1967: Attentato ai tre grandi (Umberto Lenzi)
- 1967: Eine Handvoll Helden
- 1968: Preparati la bara! (Ferdinando Baldi)
- 1968: Johnny Hamlet
- 1968: Hate Thy Neighbor
- 1968: The Moment of Killing
- 1969: Paria
- 1969: Marquis de Sade: Justine (Jesús Franco)
- 1969: Von allen Hunden des Krieges gehetzt
- 1969: Catherine, il suffit d'un amour (Bernard Borderie)
- 1969: Die Engel von St. Pauli
- 1969: Così dolce... così perversa (Umberto Lenzi)
- 1970: Frisch, fromm, fröhlich, frei
- 1970: Das Glöcklein unterm Himmelbett
- 1971: Il gatto a nove code (Dario Argento)
- 1971: Und Jimmy ging zum Regenbogen
- 1971: Der scharfe Heinrich
- 1971: Fluchtweg St. Pauli (Wolfgang Staudte)
- 1971: Carlos (Hans W. Geißendörfer)
- 1972: Il grande duello (Giancarlo Santi)
- 1972: L’occhio nel labirinto
- 1972: L'etrusco uccide ancora (Armando Crispino)
- 1972: The Big Showdown
- 1974: Carambola (Ferdinando Baldi)
- 1975: Das Amulett des Todes (Ralf Gregan)
- 1975: Auch Mimosen wollen blühen
- 1976: Der flüsternde Tod
- 1976: Die Elixiere des Teufels
- 1976: Rosemaries Tochter
- 1977: Das Gesetz des Clans
- 1979: Das Traumhaus (Ulrich Schamoni)

### Televisie
- 1955: Die Puppen von Poshansk
- 1955: Wo die Liebe ist, da ist auch Gott
- 1956: Geschwader Fledermaus
- 1956: Das salomonische Frühstück
- 1956: Der kleine Friedländer
- 1956: Kolibri – Eine Magazingeschichte
- 1956: Unheimliche Begegnungen
- 1956: Schatten in der 3. Avenue
- 1957: Bei Tag und bei Nacht oder Der Hund des Gärtners
- 1957: Eurydice
- 1958: Blick zurück im Zorn
- 1961: Ein wahrer Held
- 1963: Tod eines Handlungsreisenden
- 1966: Apfelsinen
- 1966: Blue Light
- 1966: Caligula
- 1969: Der Kommissar – Ratten der Großstadt
- 1970: Emilia Galotti
- 1970: Unter Kuratel
- 1970–1971: Die Journalistin
- 1971: Die Nacht von Lissabon
- 1971: Dem Täter auf der Spur – Tod am Steuer
- 1971: Carlos
- 1972: Im Namen der Freiheit
- 1972: Der Kommissar – Traum eines Wahnsinnigen
- 1972: Dem Täter auf der Spur – Der Tod in der Maske
- 1973: Sonderdezernat K1 – Ganoven-Rallye
- 1973: Der Vorgang
- 1974: Der Scheck heiligt die Mittel
- 1974: Tausend Francs Belohnung
- 1974: Cautio Criminalis oder Der Hexenanwalt
- 1974: Der Kommissar – Drei Brüder
- 1975: Schließfach 763
- 1975: Spiel zu zweit
- 1975: Herbstzeitlosen
- 1976: Einöd
- 1976: Derrick – Auf eigene Faust
- 1976: Wege ins Leben
- 1976: Der Winter, der ein Sommer war
- 1977: Der Heiligenschein
- 1977: Operation Ganymed
- 1978: Das Lamm des Armen
- 1978: Geschichten aus der Zukunft – Geburt eines Waisenkindes
- 1979: Wie Rauch und Staub
- 1979: Galadiner zum 75. Geburtstag von Salvador Dali
- 1979: Wege in der Nacht
- 1979: Der Alte – Eine große Familie
- 1979: Wo die Liebe hinfällt
- 1979–1980: Timm Thaler
- 1980: Derrick – Dem Mörder eine Kerze
- 1981: Flächenbrand
- 1981: Der Fuchs von Övelgönne – Der Pokal geht an Land
- 1981: Das Traumschiff: Der Ausreißer / Die Hochzeitsreise
- 1981: Warnung aus dem Käfig
- 1982: Die Krimistunde (tv-serie)
- 1982: Sonderdezernat K1 – Die Spur am Fluß
- 1983: Derrick – Die Tote in der Isar
- 1983: Geschichten von nebenan
- 1983: Der Mann von Suez
- 1983: Mandara
- 1984: Der Besuch
- 1986: Losberg
- 1988: Tatort: Pleitegeier
- 1988: SOKO 5113 – Eine unvergeßliche Nacht
- 1989: Peter Strohm – Die sieben Monde des Jupiter
- 1989–1999: Großstadtrevier (vier afleveringen)
- 1989: Rivalen der Rennbahn
- 1989: La Trappola
- 1990: Das Erbe der Guldenburgs – Die große Versuchung
- 1990: Das Erbe der Guldenburgs – Die wahre Liebe
- 1990: Ein Heim für Tiere – Was ist los mit Ira?
- 1991: Safari
- 1992: Dobrodruzství kriminalistiky: Hon na rozhlasových vlnách
- 1992: Glückliche Reise – Singapore und Borneo
- 1992: Tatort: Stoevers Fall
- 1993: Cluedo – Das Mörderspiel
- 1994: Der Nelkenkönig
- 1994: Elbflorenz
- 1994: Im Namen des Gesetzes – Kalaschnikow frei Haus
- 1995: Der Landarzt – Heringstage
- 1995: Doppelter Einsatz – Noch zwei Tage bis Rio
- 1995: Tatort: Tod eines Polizisten
- 1996: Katharina die Große
- 1996: Sünde einer Nacht
- 1996: Im Namen des Gesetzes – Detektive
- 1997: Parkhotel Stern – Im roten Bereich
- 1997: Duell zu dritt – Manöver des letzten Augenblicks
- 1997: Tatort: Ausgespielt
- 1997: Unser Charly – Schneegänse
- 1997: Unser Charly – Charly auf Abwegen
- 1997: Der Fahnder – Rumpi Menden
- 1997: Tatort: Undercover-Camping
- 1998: Geiselfahrt ins Paradies
- 1998: Zwei allein
- 1998: Die Menschen sind kalt
- 1999: Adelheid und ihre Mörder – Sondereinsatz
- 1999: Polizeiruf 110: Rasputin
- 1999: Freunde fürs Leben (aflevering 7x03)

## Hoorspelen
- 1966: Fred Hoyle: Die schwarze Wolke (Chronist) – Regie: Otto Düben (hoorspelbewerking, Sciencefiction-hoorspel – WDR)
- 1977: Edward Albee: Zuhören – Regie Heinz von Cramer (Hoorspel – WDR / SR DRS)
- 1979–1985: Die drei ???: als Samuel Reynolds, afleveringen 4–36 – Regie: Heikedine Körting (Europa)
- 1981–1982: Die Gruselserie: hoorspelreeks volgens H. G. Francis, 3 afleveringen (Europa)
- 1981–1982: Flash Gordon: verteller, hoorspelreeks volgens H. G. Francis, afleveringen 1–10 (Europa)
- 1984: Dämonenkiller: verteller, 5 afleveringen (Europa)

## Discografie

### Singles
- 1979: Meine Zeit mit dir / Für dich
- 1980: Wo sind die Mädchen / Ein kleines Stück von mir

### Albums
- 1989: Lampenfieber

- Biblioteca Nacional de España: XX1539483
- Bibliothèque nationale de France: cb141787006 (data)
- Gemeinsame Normdatei: 118534750
- International Standard Name Identifier: 0000 0000 7729 9400
- Library of Congress Control Number: n82248427
- MusicBrainz: 7cd24f4b-2071-4be8-93ab-389fc3ab756d
- Istituto Centrale per il Catalogo Unico: MODV349325
- Système universitaire de documentation: 139776648
- Virtual International Authority File: 37126274
- WorldCat: E39PBJmHDFpH7c3dv84Tb6t3Qq